# 插針樓

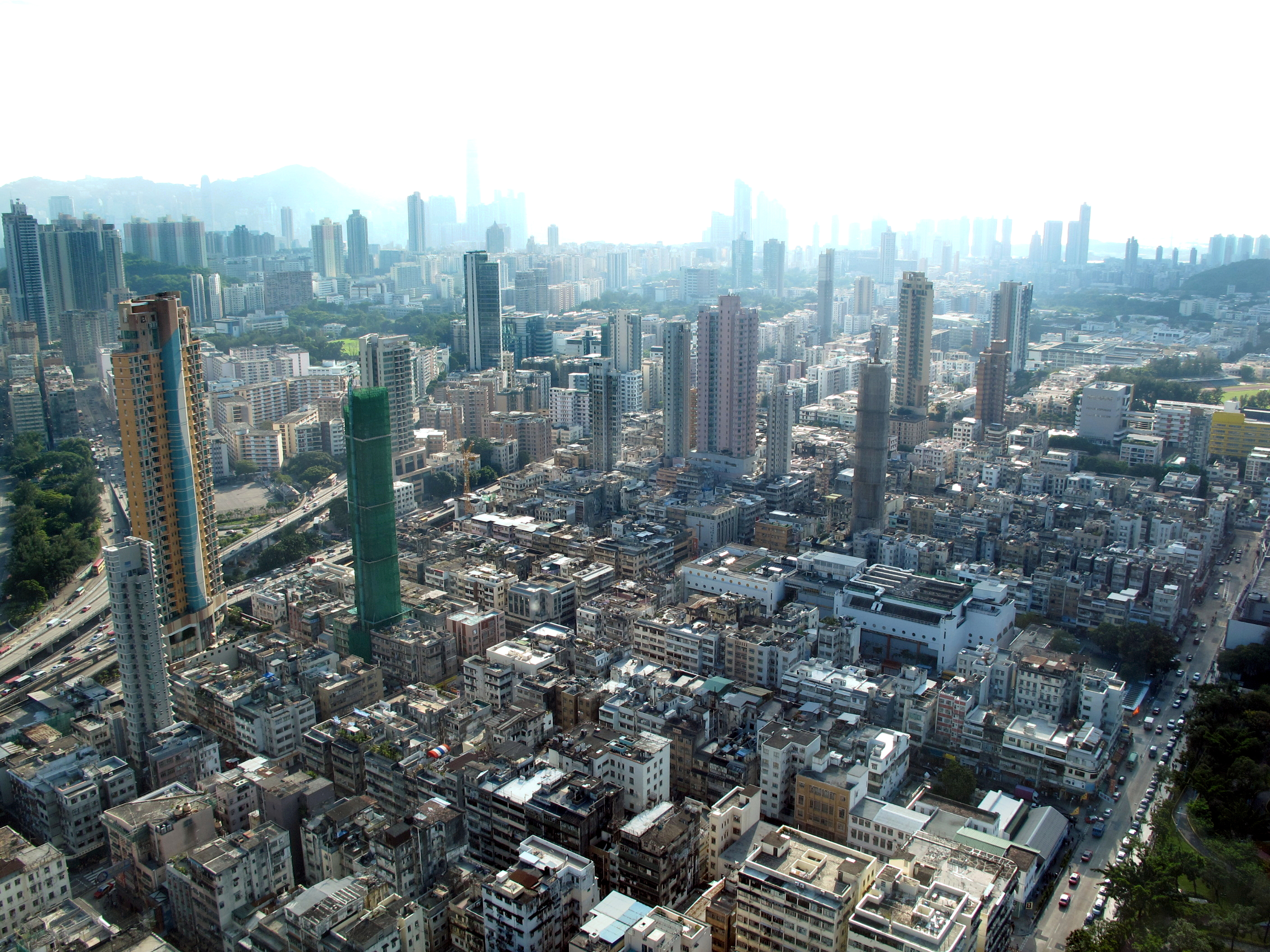
九龍城在啟德機場搬遷後建了不少插針樓

插針樓，又稱牙籤樓，是香港地產界用語，形容一些地盤面積小，而比旁邊社區特別高的單幢式樓宇。

## 出現原因
插針樓在舊區比較常見，因為以前的舊式唐樓不是很高，但中間某塊地皮被地產商收購重建後，如果放鬆地積比（例如屬於甲類的地盤），就會出現新建樓宇像「插針」在一個社區的現象。

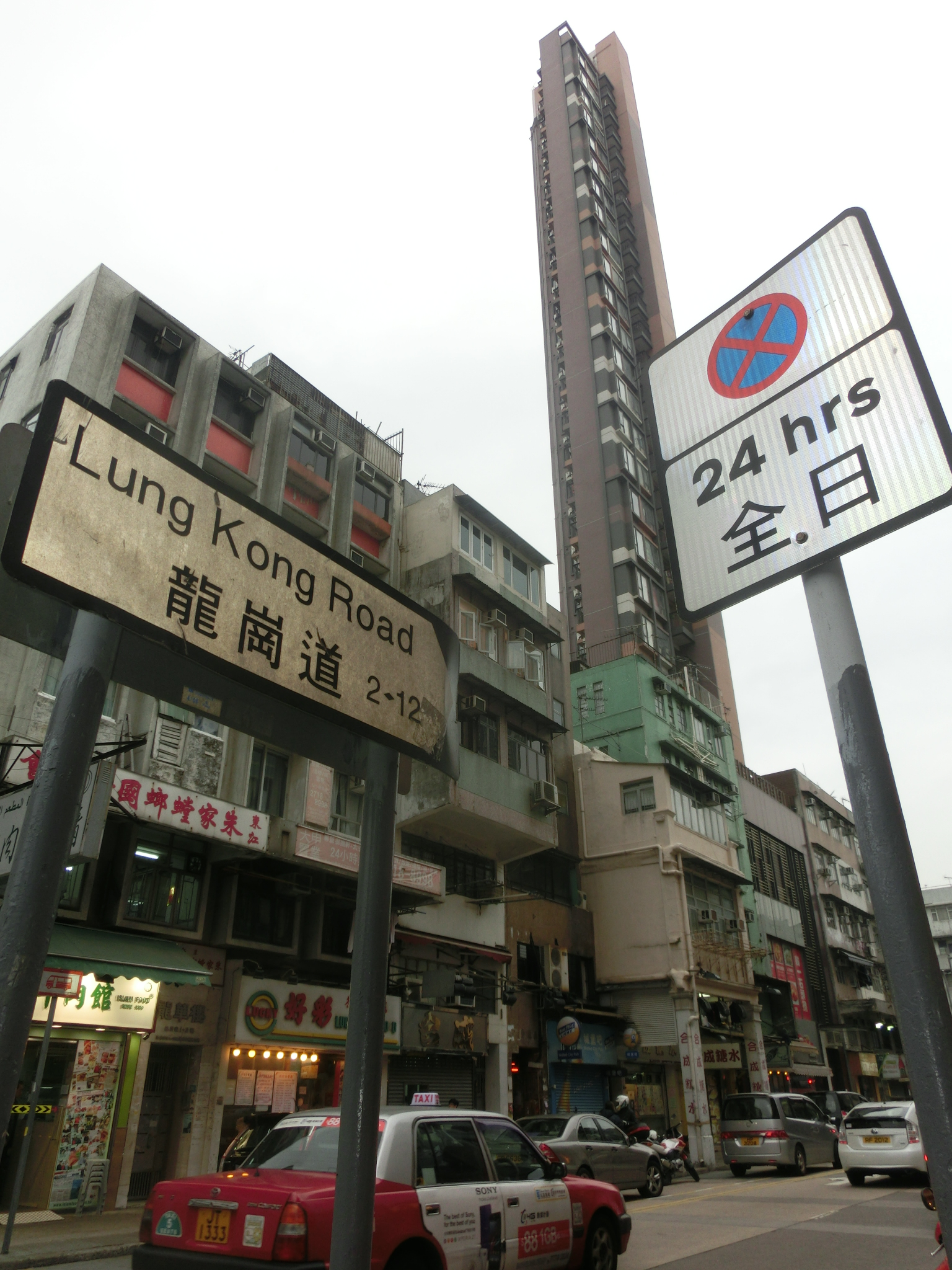
比旁邊特別高的插針樓

## 影響
近來香港因為房屋供應不足，除了私人發展商，香港政府也研究使用插針樓建房屋。雖然這樣可以興建更多房屋單位，不過亦會引起屏風效應、交通配套不足、景觀及士紳化等問題。